# São Cipriano (Viseu)
São Cipriano is een plaats (freguesia) in de Portugese gemeente Viseu en telt 1337 inwoners (2001).